# Dog niemiecki

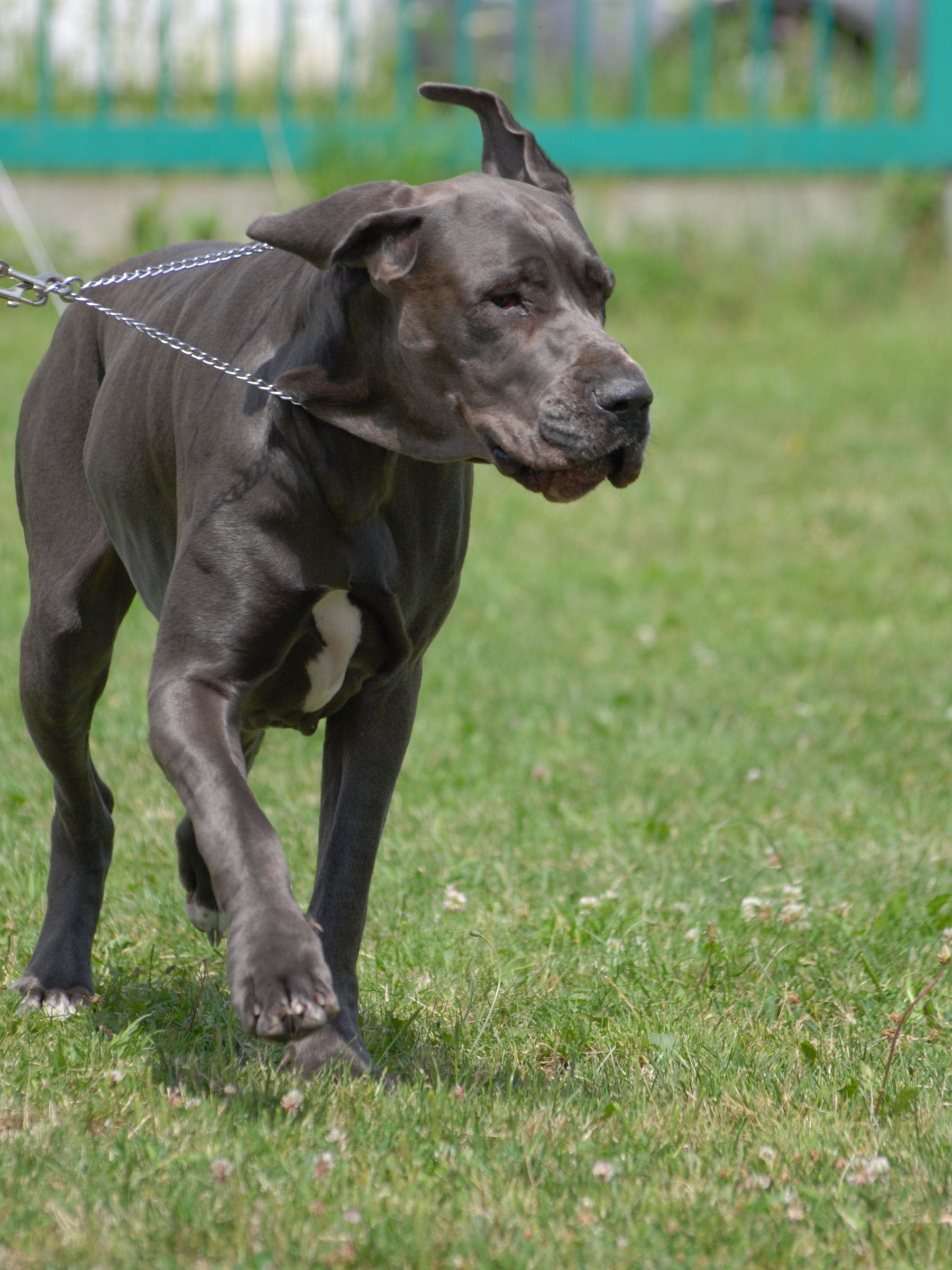
Dog niemiecki o umaszczeniu błękitnym

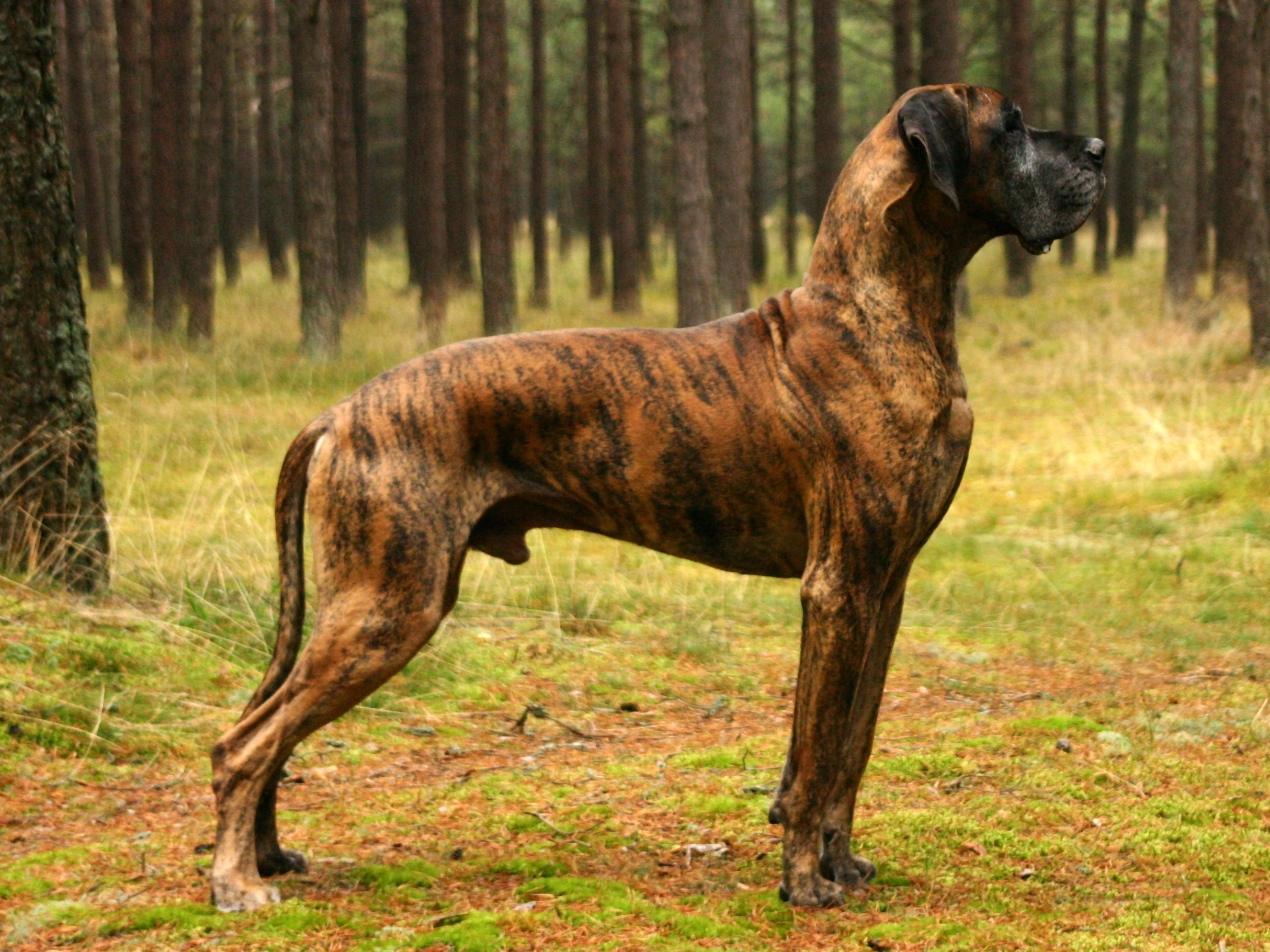
Dog niemiecki pręgowany

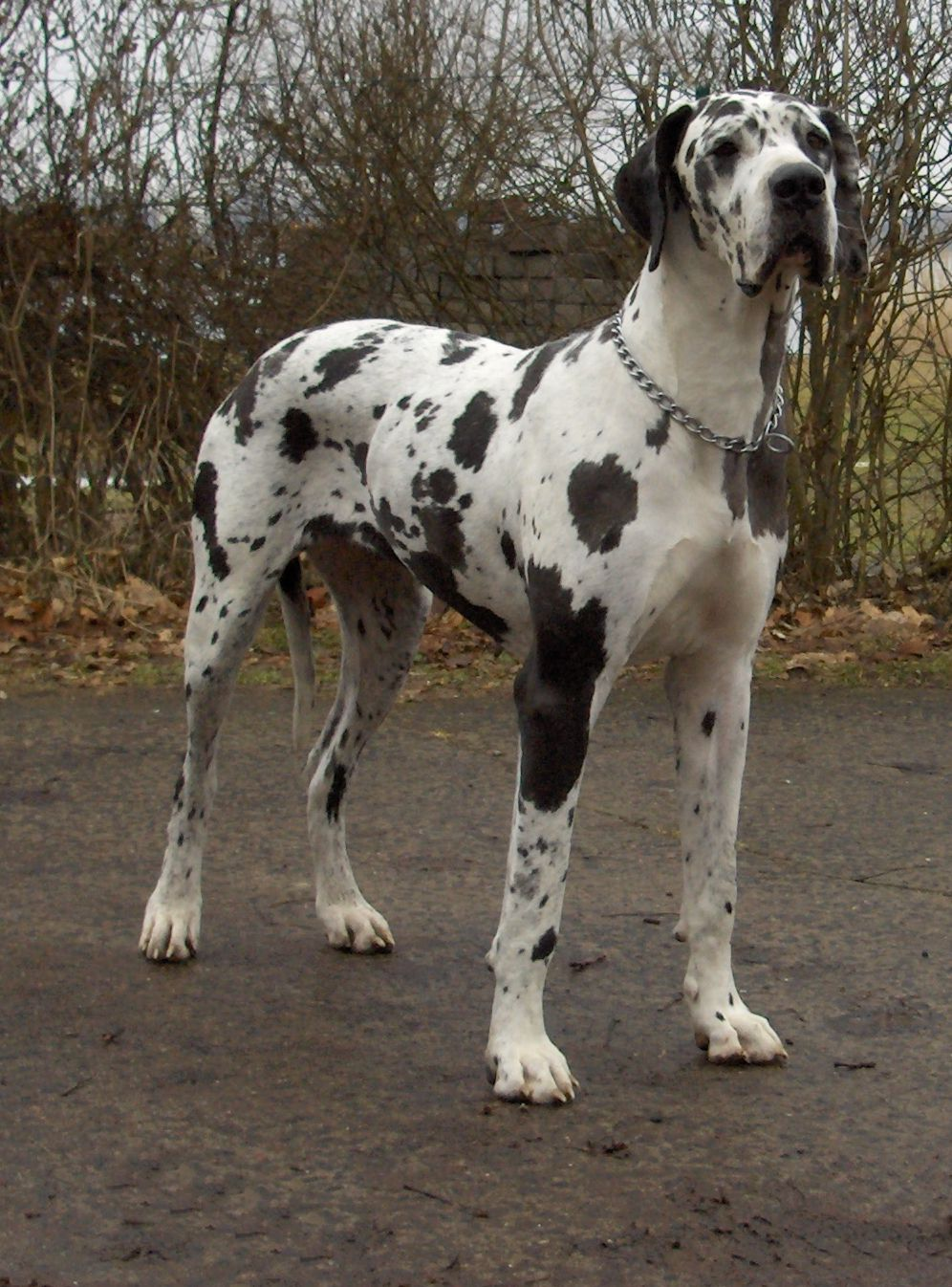
Dog niemiecki – arlekin

Dog niemiecki – rasa psa zaliczana do grupy molosów w typie doga, wyhodowana w Niemczech jako pies bojowy i do polowania na duże ssaki. Współcześnie jest użytkowana jako pies stróżujący, obronny lub pies-towarzysz. Typ dogowaty.

## Rys historyczny
Prawdopodobnie przodkami obecnego doga były: niemiecki bullenbeisser, jak i „Hatz und Saurüden” (psy tropiące i polujące na dzika, które przypominały krzyżówkę muskularnego mastifa angielskiego z greyhoundem). Na dworach początkowo były trzymane psy tego typu do polowań na grubego zwierza. Później wraz ze spadkiem liczebności m.in. dzików na terenie dzisiejszych Niemiec ograniczano hodowle doga. Znalazł wtedy uznanie jako pies towarzyszący wśród wyższych warstw społecznych. Pierwszy wzorzec doga niemieckiego, który znacznie odbiegał od współczesnego standardu, został ustalony w Berlinie w roku 1880. Rasę nazwano dogiem niemieckim. Wielkim miłośnikiem tej rasy był kanclerz niemiecki Otto von Bismarck.

## Klasyfikacja
W klasyfikacji FCI rasa ta została zaliczona do grupy II – Pinczery, sznaucery, molosy i szwajcarskie psy do bydła, sekcja 2.1 – Molosy typu mastifa, jako pies do towarzystwa i stróżujący. Nie podlega próbom pracy. Jest też zaliczany do psów obronnych.

## Wygląd

### Budowa

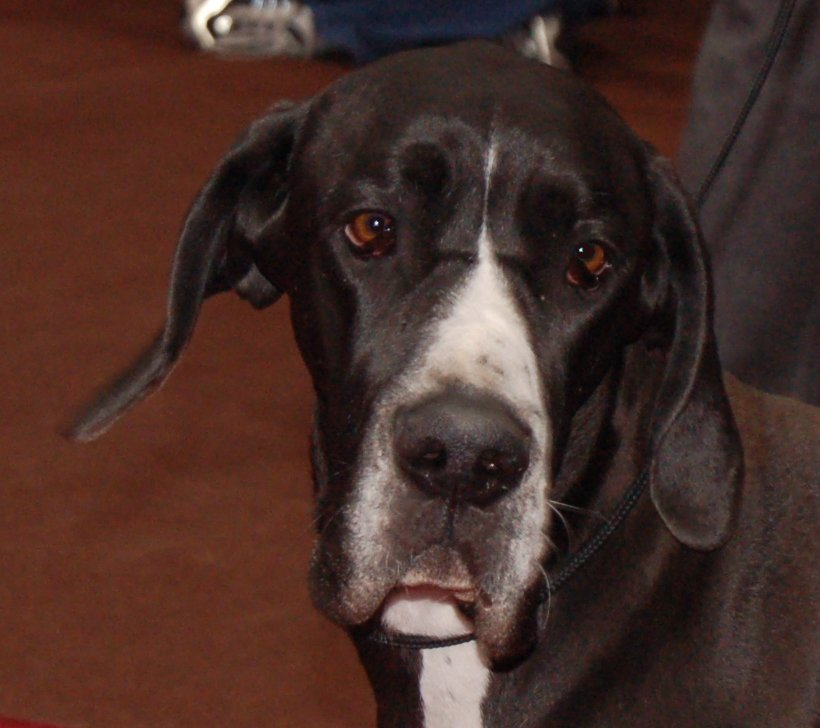
Dog niemiecki czarny z białym znaczeniem na głowie, zwanym strzałką

- Głowa – wydłużona, wąska, łuki brwiowe dobrze rozwinięte, jednak bez szczególnego uwydatnienia; mięśnie policzkowe tylko lekko zaznaczone, w żadnym razie silnie uwydatnione; przełom czołowy – wyraźnie zaznaczony; nos dobrze rozwinięty i wykształcony, szeroki, z dużymi otworami, czarny (wyjątek – dogi maści arlekinowej, u których tolerowana jest barwa cielista); kufa głęboka i jak najbardziej prostokątna; szczęki dobrze wykształcone, szerokie; zgryz – nożycowy.
  - Uszy – z natury wiszące, wysoko osadzone, średniej wielkości.
- Ruch – harmonijny, elastyczny, lekki, miarowy i sprężysty. Kończyny widziane zarówno z przodu, jak i z tyłu muszą poruszać się równolegle.
- Skóra – przylegająca, naprężona. U psów jednobarwnych dobrze pigmentowana, u arlekinów w rozkładzie zabarwienia występują plamki pigmentu.

### Szata i umaszczenie
Włos doga niemieckiego jest bardzo krótki, gęsty, gładko i równo przylegający, z połyskiem. Dogi niemieckie grupuje się w trzech niezależnych zastawieniach umaszczenia: żółte i pręgowane, arlekiny i czarne, błękitne oraz kolor merle.
- Żółty – jasno-złoto-żółty do nasyconego żółto-złotego; pożądana jest czarna maska.
- Pręgowany – barwa zasadnicza jasnożółta do złoto-żółtej, z czarnymi, jak najbardziej równomiernie rozłożonymi i wyraźnie zaznaczonymi pręgami, przebiegającymi w kierunku żeber; pożądana czarna maska.
- Arlekin – (biało-czarny) barwę zasadniczą stanowi czysta biel, możliwie bez żadnych odcieni. Występują na niej dobrze porozkładane na całym ciele, nierównomiernie poszarpane, intensywnie czarne plamy. Do arlekinów zaliczane bywają także dogi o umaszczeniu merle – tzw. szare arlekiny – na szarym tle występują plamy różnej wielkości od koloru białego, poprzez szary, lekko brązowy do czarnego.
- Czarny – błyszcząca, intensywna czerń. Dopuszcza się białe znaczenia. Zalicza się tu także dogi tzw. płaszczowe, u których czerń niejako w postaci płaszcza pokrywa główną partię tułowia. Kufa, szyja, klatka piersiowa, brzuch, kończyny i koniec ogona mogą być białe. Do czarnych zaliczane są również tzw. platten (płytowe) – dogi z białym kolorem podstawowym i dużymi czarnymi płatami.
- Błękitny – czysty, stalowy błękit. Dopuszczalne są białe znaczenia na piersi i łapach.
- Merle – Siwa sierść. Na niej widnieją czarne łaty.

Według Księgi rekordów Guinnessa najwyższym dotychczas żyjącym psem był dog niemiecki o imieniu Zeus, który 4 października 2011 roku mierzył 111,8 cm w kłębie.

## Zachowanie i charakter

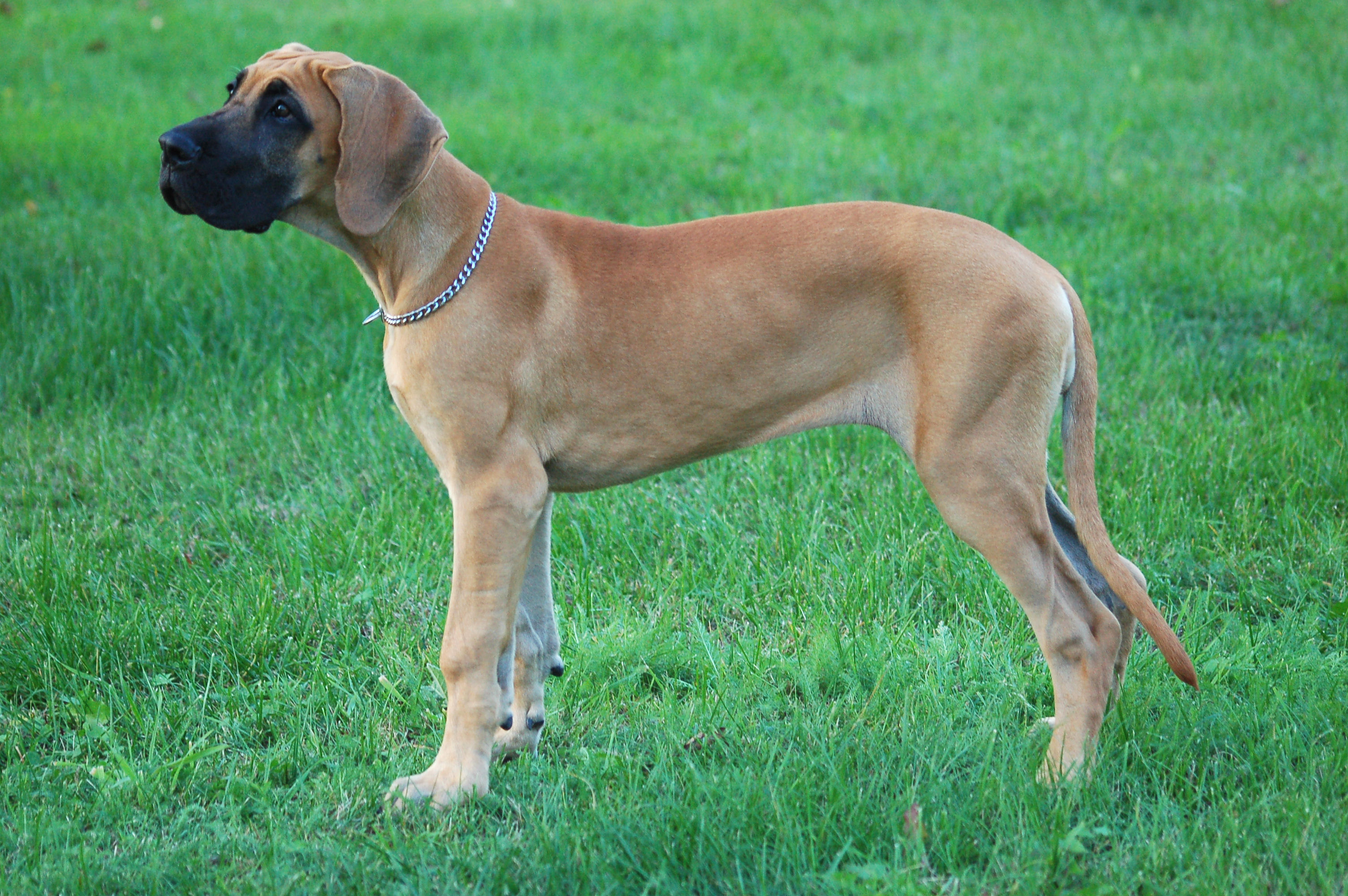
3,5 miesięczna suka doga niemieckiego

Psy przyjazne, mocno przywiązane do właściciela, lubią dzieci. Wobec innych zwierząt domowych są tolerancyjne, pod warunkiem, że są od wczesnych lat przyuczane do ich obecności. Dogi niemieckie są powściągliwe i ostrożne wobec obcych; występujące osobniki agresywne powinny być wyłączane z dalszej hodowli.
Posłuszeństwo można wyegzekwować konsekwentnym i stosunkowo wczesnym wychowaniem.

## Pielęgnacja
Dog niemiecki wymaga wyczesywania martwego włosa miękką szczotką, przynajmniej raz w tygodniu. W okresie wzrostu szczenię potrzebuje bardzo intensywnego wzmacniania stawów i kości.

## Choroby
Dog niemiecki, z racji swojej budowy ciała, często cierpi na choroby charakterystyczne dla dużych psów. Dodatkowo dochodzą czynniki genetyczne, ale jako najczęściej występujące choroby u doga niemieckiego należy uznać:
- dysplazja stawów łokciowych i biodrowych
- zespół rozszerzenie i skrętu żołądka
- zespół chwiejności
- niedoczynność tarczycy
- jaskra
- wady powiek
- wrodzona miopatia
- kostniakomięsak
- alergiczne zapalenie skóry.

## Dogi w sztuce
- Scooby Doo – tytułowy bohater filmu animowanego to dog niemiecki.
- Saba – w ekranizacji z 1976 roku pies bohaterów W pustyni i w puszczy jest dogiem niemieckim maści żółtej, choć w powieści Sienkiewicza Saba jest mastifem.
- Ferdynand Wspaniały (autor: Ludwik Jerzy Kern) – to antropomorficzny żółty dog niemiecki.
- Praktycznie w każdej ekranizacji „Psa Baskerville’ów” (autor: sir Arthur Conan Doyle) występuje czarny dog niemiecki. Rola ta jednak buduje niewłaściwy wizerunek rasy – dogi niemieckie „dostawały” tę rolę ze względu na wygląd (szczególnie osobników czarnej maści), a nie ze względu na ich łagodny charakter.
- Ace – pies Bruce’a Wayne’a (Batmana).
- Protazy – dog błękitny, pies Pana Samochodzika w powieści Pan Samochodzik i tajemnica tajemnic (autor: Zbigniew Nienacki).
- Robin – dog arlekin, pies Pana Samochodzika w powieści Pan Samochodzik i człowiek z UFO (autor: Zbigniew Nienacki).
- Astro – ulubieniec Jetsonów – to dog niemiecki.
- Sonia – pies państwa Karpielów w filmie „Poszukiwany, Poszukiwana” Stanisława Barei.
- Dwa dogi niemieckie były w posiadaniu Murgrabiego z filmu „Janosik".
- Marmaduke – pies z serii krótkich komiksów o nieznośnym dogu niemieckim.
- W filmie „Patriota” z Melem Gibsonem, angielski generał miał dwa dogi niemieckie, jeden był płaszczowy, a drugi czarny.
- W filmie „Siedem Dusz” pies Emily Posa chory na serce tak jak ona.
- W książce „Wspaniała Gracie” Dana Dye i Marka Beckloffa. W tej książce główną rolę odgrywa psina rasy dog niemiecki, która jest głucha, nie widzi na jedno oko i ma na imię Gracie.
- W książce „Przez ciebie, Drabie!” Zofii Chądzyńskiej najlepszy przyjaciel Dzidzi.
- W książce „Anioł Stróż” Nicholasa Sparksa, wierny przyjaciel i obrońca głównej bohaterki.
- W powieściach "Bastard" i "Festiwal" Andrzeja Dziurawca dog Chan – wielka miłość Mateusza Soltan-Puńskiego.
- Dog arlekin występuje w dwóch filmach Juliusza Machulskiego "Vabank" oraz "Seksmisja"

## Znani właściciele dogów
- Eugeniusz Bodo – jeden z polskich przedwojennych aktorów, był właścicielem doga arlekina o imieniu Sambo. Najprawdopodobniej w 1931 r. aktor dostał go od matki. Łaciaty olbrzym o różnobarwnych tęczówkach szybko zaczął być tak samo rozpoznawalny, jak jego pan. Sambo miał wstęp do wszystkich restauracji i kawiarni, często towarzyszył swemu panu w przejażdżkach samochodem[potrzebny przypis].
- Maximilien de Robespierre – francuski polityk i przywódca Rewolucji Francuskiej, miał posiadać doga niemieckiego o imieniu Brount[9][10].

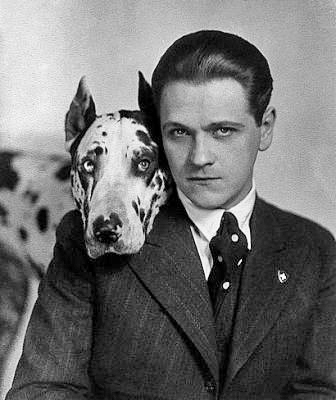
Eugeniusz Bodo ze swoim psem – Sambo